# Xã Windsor, Quận Cowley, Kansas
Xã Windsor (tiếng Anh: Windsor Township) là một xã thuộc quận Cowley, tiểu bang Kansas, Hoa Kỳ. Năm 2010, dân số của xã này là 176 người.